# Amor Voraz
Amor Voraz é um filme brasileiro de 1984, do gênero drama, escrito e dirigido por Walter Hugo Khouri.

## Sinopse
Ana sofre de distúrbios psicológicos e Cléia, sua amiga desde a infância, cuida de seu tratamento. Ambas decidem retornar ao lugar onde passaram a infância na busca de melhores resultados para o tratamento. Mas, o encontro com um homem desconhecido vai alterar a calma perseguida.

## Elenco
- Vera Fischer.... Anna
- Márcia Rodrigues.... Sílvia
- Bianca Byington.... Júlia
- Cornélia Herr .... Mariana
- Beth Martinez .... Beatriz
- Marcelo Picchi.... Homem
- Marcelo Viviane
- Ricardo Negreiros
- Leonor de Almeida
- Lucinha Lins.... Cléia

## Prêmios
Prêmio Governador do Estado de São Paulo, SP, 1984
- Melhor argumento, para Walter Hugo Khouri.